# 2.º Supermag Rally Italia Sardinia
Resultados do 2º Supermag Rally Italia Sardinia.

## Classificação Final
| Pos | N.º  | Piloto Co-piloto                     | Nacionalidade             | Carro                                      | Tempo               |
| --- | ---- | ------------------------------------ | ------------------------- | ------------------------------------------ | ------------------- |
| 1   | 1 M  | Sébastien Loeb Daniel Elena          | França · Mónaco           | Citroën Xsara WRC Citroën Total            | 4:06.33,7           |
| 2   | 5 M  | Petter Solberg Phil Mills            | Noruega · Reino Unido     | Subaru Impreza WRC Subaru World Rally Team | 4:07.33,3 59,6      |
| 3   | 7 M  | Marcus Grönholm Timo Rautiainen      | Finlândia · Finlândia     | Peugeot 307 WRC Marlboro Peugeot Total     | 4:09.41,0 3.07,3    |
| 4   | 8 M  | Markko Märtin Michael Park           | Estónia · Reino Unido     | Peugeot 307 WRC Marlboro Peugeot Total     | 4:10.46,0 4.12,3    |
| 5R  | 3 M  | Toni Gardemeister Jakke Honkanen     | Finlândia · Finlândia     | Ford Focus WRC BP Ford World Rally Team    | 4:15.03,0 8.29,3    |
| 6   | 4 M  | Roman Kresta Jan Možný               | Chéquia · Chéquia         | Ford Focus WRC BP Ford World Rally Team    | 4:16.02,9 9.29,2    |
| 7   | 16   | Antony Warmbold Michael Orr          | Alemanha · Reino Unido    | Ford Focus WRC BP Ford World Rally Team    | 4:16.33,5 9.59,8    |
| 8   | 21   | Juuso Pykälistö Mika Ovaskainen      | Finlândia · Finlândia     | Citroën Xsara WRC OMV World Rally Team     | 4:16.54,9 10.21,2   |
| 9   | 15   | Manfred Stohl Ilka Minor             | Áustria · Áustria         | Citroën Xsara WRC OMV World Rally Team     | 4:17.09,3 10.35,6   |
| 10  | 22   | Mark Higgins Trevor Agnew            | Reino Unido · Reino Unido | Ford Focus WRC Eddie Stobart Motorsport    | 4:18.54,8 12.21,1   |
| 11R | 2 M  | François Duval Stéphane Prévot       | Bélgica · Bélgica         | Citroën Xsara WRC Citroën Total            | 4:20.03,5 13.29,8   |
| 12R | 19   | Stéphane Sarrazin Denis Giraudet     | França · França           | Subaru Impreza WRC Subaru World Rally Team | 4:21.38,1 15.04,4   |
| 13R | 12 M | Janne Tuohino Mikko Markkula         | Finlândia · Finlândia     | Škoda Fabia WRC Škoda Motorsport           | 4:22.04,3 15.30,6   |
| 14  | 25   | Tobias Johansson Kaj Lindström       | Suécia · Finlândia        | Subaru Impreza WRC Rally Team Olsbergs     | 4:23.06,1 16.32,4   |
| 15R | 14   | Henning Solberg Cato Menkerud        | Noruega · Noruega         | Ford Focus WRC BP Ford World Rally Team    | 4:24.47,3 18.13,6   |
| 16  | 71   | Jari-Matti Latvala Miikka Anttila    | Finlândia · Finlândia     | Subaru Impreza WRX STI                     | 4:29.50,2 23.16,5   |
| 17  | 41 J | Daniel Sordo Marc Martí              | Espanha · Espanha         | Citroën C2 S1600                           | 4:35.13,4 28.39,7   |
| 18R | 6 M  | Chris Atkinson Glenn MacNeall        | Austrália · Austrália     | Subaru Impreza WRC Subaru World Rally Team | 4:38.33,3 31.59,6   |
| 19  | 36 J | Urmo Aava Kuldar Sikk                | Estónia · Estónia         | Suzuki Ignis S1600                         | 4:38.47,3 32.13,6   |
| 20R | 35 J | Kris Meeke Chris Patterson           | Reino Unido · Reino Unido | Citroën C2 S1600                           | 4:39.52,8 33.19,1   |
| 21  | 38 J | Luca Betti Giovanni Agnese           | Itália · Itália           | Renault Clio S1600                         | 4:43.57,9 37.24,2   |
| 22R | 31 J | Per-Gunnar Andersson Jonas Andersson | Suécia · Suécia           | Suzuki Ignis S1600                         | 4:54.33,4 47.59,7   |
| 23R | 32 J | Guy Wilks Phil Pugh                  | Reino Unido · Reino Unido | Suzuki Ignis S1600                         | 4:57.23,5 50.49,8   |
| 24  | 43 J | Martin Prokop Petr Gross             | Chéquia · Chéquia         | Suzuki Ignis S1600                         | 5:00.05,3 53.31,6   |
| 25  | 73   | Fabio Frisiero Francesco Cozzula     | Itália · Itália           | Subaru Impreza WRX STI                     | 5:01.34,9 55.01,2   |
| 26  | 28   | Giovanni Recordati Freddy Delorme    | Itália · França           | Toyota Corolla WRC                         | 5:01.51,9 55.18,2   |
| 27R | 40 J | Conrad Rautenbach Carl Williamson    | Zimbabwe · Reino Unido    | Citroën C2 S1600                           | 5:04.16,8 57.43,1   |
| 28R | 42 J | Pavel Valoušek Pierangelo Scalvini   | Chéquia · Itália          | Suzuki Ignis S1600                         | 5:04.26,3 57.52,6   |
| 29  | 88   | Filippo Bordignon James Bardini      | Itália · Itália           | Subaru Impreza WRX STI                     | 5:06.42,2 1:00.08,5 |
| 30R | 75   | Andrea Dallavilla Daniele Vernuccio  | Itália · Itália           | Citroën C2 S1600                           | 5:07.45,7 1:01.11,1 |
| 31R | 90   | Bernardino Caragliu Mauro Atzei      | Itália · Itália           | Mitsubishi Lancer Evo 6                    | 5:14.21,4 1:07.47,7 |
| 32  | 82   | Giorgio Cellino Stefano Murtas       | Itália · Itália           | Subaru Impreza WRX STI                     | 5:15.44,8 1:09.11,1 |
| 33R | 84   | Tomaso Pileri Maurizio Pili          | Itália · Itália           | Mitsubishi Lancer Evo 7                    | 5:15.59,1 1:09.25,4 |
| 34  | 27   | Riccardo Errani Stefano Casadio      | Itália · Itália           | Škoda Octavia WRC                          | 5:18.56,9 1:12.23,2 |
| 35R | 86   | Mario Vinciguerra Giorgio Volpatto   | Itália · Itália           | Subaru Impreza WRX STI                     | 5:21.50,5 1:15.16,8 |
| 36  | 83   | Davide Catania Federico Vescarelli   | Itália · Itália           | Mitsubishi Lancer Evo 7                    | 5:24.11,9 1:17.38,2 |
| 37R | 76   | Aaron Burkart Kevin Zemanik          | Alemanha · Alemanha       | Citroën Saxo VTS S1600                     | 5:44.16,2 1:37.42,5 |
| 38R | 87   | Paolo Lavagna Corrado Camilla        | Itália · Itália           | Subaru Impreza WRX STI                     | 5:47.16,0 1:40.42,3 |
| 39  | 99   | Paolo Morghenti Salvatore Spano      | Itália · Itália           | Peugeot 106 Rallye                         | 5:47.34,9 1:41.01,2 |
| 40  | 93   | Paolo Bacchella Masina Palitta       | Itália · Itália           | Renault Clio RS                            | 5:50.25,5 1:27.51,8 |
| DQ  | 91   | Ezio Pitalis Massimiliano Carabuzza  | Itália · Itália           | Mitsubishi Lancer Evo 6                    | 5:53.42,3 1:47.08,6 |
| 41  | 100  | Raffaele Donadio Matteo Giovannini   | Itália · Itália           | MG ZR 105                                  | 6:20.35,8 2:14.02,1 |
| 42  | 96   | Umberto Soletta Gianfranco Tali      | Itália · Itália           | Seat Ibiza GTI 16V                         | 6:37.54,0 2:31.20,3 |

## Abandonos
| SS  | N.º  | Piloto Co-piloto                         | Nacionalidade             | Carro                                               | Classe          |  |
| --- | ---- | ---------------------------------------- | ------------------------- | --------------------------------------------------- | --------------- |  |
| R14 | 9 M  | Harri Rovanperä Risto Pietiläinen        | Finlândia · Finlândia     | Mitsubishi Lancer WRC Mitsubishi Motors Motorsports | Suspension      |  |
| R12 | 10 M | Gigi Galli Guido D'Amore                 | Itália · Itália           | Mitsubishi Lancer WRC Mitsubishi Motors Motorsports | Gearbox         |  |
| R10 | 11 M | Armin Schwarz Klaus Wicha                | Alemanha · Alemanha       | Škoda Fabia WRC Škoda Motorsport                    | Excluded        |  |
| R7  | 18   | Daniel Carlsson Mattias Andersson        | Suécia · Suécia           | Subaru Impreza WRC Rally Team Olsbergs              | Acidente        |  |
| R11 | 20   | Mikko Hirvonen Jarmo Lehtinen            | Finlândia · Finlândia     | Ford Focus WRC                                      | Lost two wheels |  |
| R11 | 23   | Xavier Pons Oriol Julià                  | Espanha · Espanha         | Peugeot 206 WRC Bozian Racing                       | Acidente        |  |
| R11 | 26   | Nigel Heath Steve Lancaster              | Reino Unido · Reino Unido | Škoda Fabia WRC                                     | Acidente        |  |
| R12 | 33 J | Kosti Katajamäki Timo Alanne             | Finlândia · Finlândia     | Suzuki Ignis S1600                                  | Acidente damage |  |
| R16 | 34 J | Mirco Baldacci Giovanni Bernacchini      | San Marino · Itália       | Fiat Punto S1600                                    | Transmission    |  |
| R10 | 37 J | Alan Scorcioni Silvio Stefanelli         | Itália · San Marino       | Suzuki Ignis S1600                                  | Driveshaft      |  |
| R16 | 39 J | Luca Cecchettini Massimo Daddoveri       | Itália · Itália           | Fiat Punto S1600                                    | Transmission    |  |
| R1  | 70   | Andrea Navarra Simona Fideli             | Itália · Itália           | Mitsubishi Lancer Evo 8                             | Gearbox         |  |
| R14 | 72   | Sergio Pianezzola Dino Zanatta           | Itália · Itália           | Mitsubishi Lancer Evo 8                             | Gearbox         |  |
| R11 | 74   | Alessandro Bettega Simone Scattolin      | Itália · Itália           | Subaru Impreza WRX STI                              | Acidente        |  |
| R11 | 77   | Paolo Liceri Alessandro Silecchia        | Itália · Itália           | Mitsubishi Lancer Evo 8                             | Acidente        |  |
| R12 | 78   | Stefano Marrini Tiziana Sandroni         | Itália · Itália           | Mitsubishi Lancer Evo 7                             |                 |  |
| R8  | 79   | Constantino Mura Alberto Ganau           | Itália · Itália           | Mitsubishi Lancer Evo 8                             | Motor           |  |
| R16 | 80   | Simone Bertolotti Lorenzo Granai         | Itália · Itália           | Mitsubishi Lancer Evo 7                             |                 |  |
| R3  | 81   | Francesco Marrone Alberto Arru           | Itália · Itália           | Mitsubishi Lancer Evo 6                             |                 |  |
| R6  | 85   | Fabio Pistis Antonio Catignani           | Itália · Itália           | Subaru Impreza WRX STI                              | Gearbox         |  |
| R5  | 89   | Michele Piccolotto Massimo Perin         | Itália · Itália           | Subaru Impreza WRX STI                              |                 |  |
| R15 | 97   | Piero Fresi Marcello Orecchioni          | Itália · Itália           | Opel Astra GSI 16V                                  |                 |  |
| R16 | 98   | Salvatore Filigheddu Agostina Orecchioni | Itália · Itália           | Peugeot 106 Rallye                                  |                 |  |